# 全国绿化委员会
全国绿化委员会（简称“全绿委”），是中华人民共和国国务院成立的国务院议事协调机构，负责统一组织领导全民义务植树和全国城乡造林绿化工作。

## 沿革
1980年3月5日，中共中央、国务院发出《关于大力开展植树造林的指示》。1981年9月22日至25日，共青团中央、林业部在北京市召开“全国青少年绿化祖国突击手（队）表彰大会”，表彰100个绿化祖国突击队、30名绿化祖国突击手。1981年12月13日，第五届全国人民代表大会第四次会议通过《关于开展全民义务植树运动的决议》，并责成国务院根据《决议》精神制定《关于开展全民义务植树运动的实施办法》公布施行。
1982年1月4日，国务院办公厅发出《关于成立首都绿化委员会的通知》，《北京日报》公布了首都绿化委员会成员名单。1982年2月27日，国务院颁发《关于开展全民义务植树运动的实施办法》。1982年2月28日，中央绿化委员会成立。中共中央书记处书记、国务院副总理万里兼任主任委员；林业部部长雍文涛、中国人民解放军总后勤部部长洪学智、国务院秘书长杜星垣 、国家建设委员会主任韩光兼任副主任委员。中央绿化委员会办公室设在林业部，下设三个组：城市组设在国家城建总局；农村组设在林业部；部队组设在总后勤部。
1982年3月1日，《人民日报》发表题为《人人都要履行植树造林光荣义务》的社论。1982年3月3日，中央军委批准成立全军绿化委员会。1982年3月11日，首都绿化委员会在人民大会堂举行全民义务植树绿化首都动员大会，中央绿化委员会主任委员万里号召全国各族人民行动起来，贯彻全国人大《决议》，把义务植树绿化祖国的活动年年岁岁、世世代代开展下去。
1983年1月5日，中央绿化委员会在北京召开全民义务植树工作会议。胡耀邦、邓小平在开会前作了批示。会上万里讲话，要求继续提高对开展全民义务植树运动的认识，进一步加强组织领导，扎扎实实，持之以恒地开展全民义务植树运动。1983年3月9日，中央绿化委员会、共青团中央决定，自1983年起在全国青少年中开展义务植树竞赛活动。
1984年2月18日，中央绿化委员会第三次全体会议在北京召开，表彰221个全民义务植树先进单位，审议并通过中国植树节节徽和《中国绿化基金会章程》。1985年1月19日，国务院批准成立中国绿化基金会。
1985年中央绿化委员会办公室和有关部门联合发出通知，号召开展栽“三棵纪念树”活动，“三棵纪念树”是指新婚夫妇合栽一棵“同心树”；生了孩子，父母合栽一棵与孩子一起成长的“同龄树”；一个人去世，家属、亲友共栽一棵寄托哀思、怀念旧情的“长生树”。
1986年1月31日，国家教育委员会、中央绿化委员会《关于学校开展校园绿化和营造学校林的通知》发出，提出了三条要求：（1）开展营造纪念林活动；（2）有条件的应积极创办校办林场，作为勤工俭学的重要内容；（3）搞好校园绿化。
1987年2月12日，国务院副总理万里主持召开中央绿化委员会第六次全体会议并讲话，会议表彰奖励了全国绿化先进单位435个，全国绿化劳动模范176名。
1988年国务院机构改革时，中央绿化委员会改称全国绿化委员会。1988年8月11日《国务院关于非常设机构设置问题的通知》（国发〔1988〕56号）确定该机构名称为“全国绿化委员会”，主任为田纪云，具体工作由林业部承担。
后来根据规定，县以上各级人民政府和义务植树任务较大的机关、团体，企业、事业单位均应成立绿化委员会，统一领导本地区、本部门、本单位的义务植树运动和整个造林绿化工作。各地绿化委员会由当地政府主要领导，以及有关部门和人民团体的负责人组成。
1988年2月10日至12月30日，林业部先后授予河北省、安徽省、山东省、江苏省、河南省、湖北省、陕西省、天津市所属的78个县（市、区），5个地市“全国平原绿化先进单位”称号。1988年8月29日，林业部在各地达标规划的基础上，制定颁发了《全国平原绿化“五、七、九”达标规划》。
1989年2月19日至22日，全国绿化委员会第八次全体（扩大）会议在广州市召开，全国绿化委员会主任、国务院副总理田纪云主持并讲话。
1990年3月5日，中共中央总书记江泽民、国务院总理李鹏在致全国绿化委员会第九次全体（扩大）会议的信中指出：“实行全社会办林业，全民搞绿化。”1990年3月8日国际劳动妇女节，全国人大常委会副委员长、全国妇联主席陈慕华举行全国“三八绿色工程”新闻发布会，宣布自1990年起在全国范围内开展“三八绿色工程”活动，动员全国亿万妇女投身到种树、种草、种花及各项防护林建设的活动中，为加快国土绿化进程作出贡献。
1991年3月11日，新华社发表江泽民、邓小平为全民义务植树运动十周年和全国植树造林表彰动员大会的题词手迹。江泽民的题词是：“全党动员，全民动手，植树造林，绿化祖国。”邓小平的题词是：“绿化祖国，造福万代。”1991年3月12日，全国植树造林表彰动员大会在人民大会堂举行，李鹏、万里、田纪云等领导出席，大会由国务院副总理田纪云主持，李鹏总理讲话，会议宣读了中共中央、国务院关于授予广东省“全国荒山造林绿化第一省”称号的决定。
1993年2月26日，国务院发出《关于进一步加强造林绿化工作的通知》。1993年12月24日至25日，全国绿化委员会第十三次全体会议在长沙市召开，会议宣布了中共中央、国务院关于授予湖南省“全国荒山造林绿化先进省”称号的决定，会议决定自1994年起在全国开展争创造林绿化“千佳乡、百佳县、十佳城市”活动。1994年2月24日，全国绿化委员会、林业部印发《关于在全国开展争创造林绿化千佳村、百佳乡、百佳县、十佳城市活动的实施方案》
1995年3月1日至2日，全国绿化委员会第十四次全体（扩大）会议在北京召开。会上中共中央、国务院对基本消灭宜林荒山的安徽省、湖北省、江西省、浙江省、山东省、广西壮族自治区进行了表彰。1995年4月1日，党和国家领导人江泽民、李鹏、乔石、李瑞环、朱镕基、刘华清、胡锦涛等，在北京参加义务植树。江泽民指出：“植树造林关键要坚持全党动员，全民动手，长期不懈地坚持下去，形成风气。各级领导要把造林绿化工作列入重要议事日程，要坚持把领导干部抓造林绿化工作的政绩作为考核干部的重要内容。”李鹏指出：“从建国以来我们在植树造林方面做了大量工作。今后还要大力开展群众植树造林活动，并有计划地搞一些较大规模的造林工程。只要大家高度重视，常抓不懈，就可以使我们国家绿化面积逐年增加，自然环境不断得到改善。”
1996年2月29日至3月1日，全国绿化委员会第十五次全体（扩大）会议在北京召开，会议对1995年基本消灭宜林荒山的吉林省、江苏省、海南省进行了表彰，审议并通过了《全国绿化委员会林业部关于树立“造林绿化功臣碑”的决定》和《全国绿化委员会关于加强保护古树名木工作的决定》。1996年10月3日至4日，全国绿化委员会、林业部在北京召开首届全国花卉工作会议。10月6日至7日，全国飞播造林四十周年纪念大会在北京举行，国务院副总理、全国绿化委员会主任姜春云致信祝贺。
1997年4月5日，党和国家领导人江泽民、李鹏、李瑞环、朱镕基、刘华清、胡锦涛等到北京天坛公园参加首都全民义务植树，并对林业工作作出指示。江泽民指出，“植树造林、绿化祖国是一件利国利民的大好事，要全民动手，继续坚持下去。”李鹏指出，“作为首都，北京市应该搞得更干净些、更漂亮些。”李瑞环指出，“植树是件大好事，我国人均绿化面积非常少，要发动全社会所有的人都来参加绿化工作，树种得再多也不过分。”
1998年1月27日，全国绿化委员会、林业部、交通部、铁道部发出《关于在全国范围内大力开展绿色通道工程建设的通知》，决定自1998年起在全国范围内开展以公路、铁路和江河沿线绿化为主要内容的绿色通道工程建设高潮，力争用3到5年时间构建起国土绿化新格局。2000年10月11日，国务院发出《关于进一步推进全国绿色通道建设的通知》。
1999年4月1日，全国绿化委员会第十八次全体会议在北京召开，会议回顾了1998年绿化工作，表彰了先进，并部署1999年绿化任务，国务院副总理、全国绿化委员会主任温家宝作了题为《巩固成果，加快发展，提高国土绿化水平》的讲话，全国绿化委员会副主任、国家林业局局长王志宝作工作报告。
2001年4月3日，国务院在人民大会堂举行全国造林绿化表彰动员大会，国务院总理朱镕基，国务院副总理、全国绿化委员会主任温家宝出席并讲话，全国绿化委员会副主任、国家林业局局长周生贤宣读全国绿化委员会、人事部、国家林业局对全国绿化先进集体、劳动模范和先进工作者的表彰决定，表彰283个全国绿化先进集体和273位全国绿化劳动模范和先进工作者。
2002年3月12日，全国绿化委员会印发《关于进一步推进全民义务植树运动加快国土绿化进程的意见》。
2003年4月3日，全国绿化委员会第二十一次全体会议在北京召开，国务院副总理、全国绿化委员会主任回良玉出席并讲话，全国绿化委员会副主任、国家林业局局长周生贤作工作报告。会议决定对在2002年植树造林中作出突出贡献的544人颁发“全国绿化奖章”。国家林业局领导李育材、杨继平、祝列克出席会议。
2004年3月22日，全国绿化委员会第二十二次全体会议在北京召开，国务院副总理、全国绿化委员会主任回良玉出席并讲话称：“用科学发展观统领国土绿化工作，努力推进绿化事业全面协调可持续发展。”全国绿化委员会副主任、国家林业局局长周生贤作工作报告。
2005年3月29日，全国绿化委员会第二十三次全体会议在北京召开，国务院副总理、全国绿化绿委员会主任回良玉主持并讲话称：“要加快国土绿化，加强生态建设，促进人与自然和谐相处。”全国绿化委员会副主任、国家林业局局长周生贤作工作报告。
2006年3月31日，国务院在人民大会堂举行全国造林绿化表彰动员大会。国务院副总理、全国绿化委员会主任回良玉出席并讲话。全国人大常委会副委员长司马义·艾买提、全国政协副主席李蒙出席。国务院副秘书长张勇主持会议。全国绿化委员会副主任、国家林业局局长贾治邦宣读“全国绿化模范城市”、“全国绿化模范县”、“全国绿化模范单位”表彰决定，国家林业局副局长李育材、赵学敏、祝列克、张建龙出席。
2007年1月6日，全国绿化委员会副主任、国家林业局局长贾治邦获“2006中国改革年度人物大奖”。2008年4月3日，全国绿化委员会第26次全体（扩大）会议暨造林绿化表彰大会在北京召开，中共中央政治局委员、国务院副总理回良玉出席并讲话称：“搞好国土绿化，建设生态文明，是时代赋予全社会的光荣使命。”国务院副秘书长张勇主持会议，国家林业局局长贾治邦通报2007年国土绿化工作进展情况及2008年国土绿化工作安排意见，国家发展改革委副主任杜鹰、国家林业局副局长李育材宣读表彰决定。
2009年3月30日，国务院召开全国造林绿化和森林草原防火工作电视电话会议，中共中央政治局委员、国务院副总理、国务院绿化委员会主任回良玉出席并讲话。国务院绿化委员会副主任、国家林业局局长贾治邦，国家森林草原防火工作指挥部副总指挥、国家林业局副局长李育材分别就2008年全国造林绿化工作和森林草原防火工作进行总结，并安排部署2009年工作。国家发展改革委副主任刘铁男宣读《全国绿化委员会关于颁发2008年全国绿化奖章获得者的决定》。

## 职责
全国绿化委员会是国务院设立的负责统一组织领导全民义务植树和全国城乡造林绿化工作的国务院行政机构，具有法定的行政管理职能。
《城市绿化条例》第七条规定：“国务院设立全国绿化委员会，统一组织领导全国城乡绿化工作，其办公室设在国务院林业行政主管部门。”

## 组成人员
| 1982年2月28日中央绿化委员会成立时的组成人员是： 主任 - 万里（中共中央书记处书记、国务院副总理） 副主任 - 雍文涛（林业部部长） - 洪学智（中国人民解放军总后勤部部长） - 杜星垣（国务院秘书长） - 韩光（国家建设委员会主任） 委员 （由19个部门的人员组成） 1982年4月9日增加的副主任是： - 杨钟（林业部部长）（前部长雍文涛改任林业部顾问，仍兼副主任） 1983年5月7日调整后的组成人员是： 主任 - 万里（国务院副总理） 副主任 - 杜星垣（国务院秘书长） - 雍文涛（林业部顾问） - 洪学智（中国人民解放军总后勤部部长） - 杨钟（林业部部长） - 李锡铭（城乡建设环境保护部部长） 委员 （由19个部门的人员组成） 1987年8月18日国务院增加的副主任是： - 高德占（林业部部长，接替杨钟） | 1982年至1988年的组成人员是： 主任 - 万里（国务院副总理） 副主任 - 杨钟（林业部部长） - 洪学智（总后勤部部长） - 杜星垣（国务院秘书长） - 叶如棠（建设部部长） - 雍文涛（中顾委委员） 委员 （由19个部门的人员组成） 1989年至1993年的组成人员是： 主任 - 田纪云（国务院副总理） 副主任 - 高德占（林业部部长） - 罗干（国务院秘书长） - 赵南起（总后勤部部长） - 林汉雄（建设部部长） - 雍文涛（中顾委委员） 委员 （由24个部门的人员组成） |

| 1993年11月2日《国务院办公厅关于调整全国绿化委员会组成人员的通知》（国办发〔1993〕72号）调整后的组成人员是（任至1994年）： 主任 - 陈俊生（国务委员） 副主任 - 徐有芳（林业部部长） - 刘济民（国务院副秘书长） - 傅全有（总后勤部部长） - 陈耀邦（国家计委副主任） - 侯捷（建设部部长） - 李延龄（财政部副部长） - 李其炎（北京市市长） 委员 - 石万鹏（国家经贸委副主任） - 韦钰（国家教委副主任） - 张宝明（煤炭部副部长） - 张德邻（机械部副部长） - 曲维枝（电子部副部长） - 殷瑞钰（冶金部副部长） - 谭竹洲（化工部副部长） - 国林（铁道部副部长） - 李居昌（交通部副部长） - 周文智（水利部副部长） - 刘江（农业部部长） - 祝光耀（林业部副部长） - 刘习良（广播影视部副部长） - 解振华（国家环保局局长） - 管德（民航总局副局长） - 潘蓓蕾（中国轻工总会副会长） - 周永康（中国石油天然气总公司副总经理） - 阎三忠（中国石油化工总公司副总经理） - 吴建常（中国有色金属工业总公司副总经理） - 曹刚川（中国人民解放军副总参谋长） - 周子玉（中国人民解放军总政治部副主任） - 刘明璞（中国人民解放军总后勤部副部长） - 安鲛驹（中国人民武装警察部队副司令员） - 方嘉德（全国总工会书记处书记） - 巴音朝鲁（共青团中央书记处书记） - 华福周（全国妇联书记处书记） | 1995年至1997年的组成人员是： 主任 - 姜春云（国务院副总理） 副主任 - 徐有芳（林业部部长） - 刘济民（国务院副秘书长） - 王克（总后勤部部长） - 陈耀邦（国家计委副主任） - 侯捷（建设部部长） - 李延龄（财政部副部长） - 贾庆林（北京市市长） 委员 （由26个部门的人员组成） |

| 1998年《国务院办公厅关于调整全国绿化委员会成员的通知》（国办发〔1998〕22号）调整后的组成人员是： 主任 - 温家宝（国务院副总理） 副主任 - 王志宝（国家林业局局长） - 马凯（国务院副秘书长） - 周友良（总后勤部副部长） - 岳福洪（北京市副市长） 成员 - 刘江（国家发展计划委员会副主任） - 于珍（国家经济贸易委员会副主任） - 张保庆（教育部副部长） - 李延龄（财政部副部长） - 戴光前（人事部副部长） - 李元（国土资源部副部长） - 赵宝江（建设部副部长） - 蔡庆华（铁道部副部长） - 胡希捷（交通部副部长） - 朱登铨（水利部副部长） - 齐景发（农业部副部长） - 祝光耀（国家环境保护总局副局长） - 王开元（中国民用航空总局副局长） - 田聪明（国家广播电影电视总局局长） - 李昌鉴（国家林业局副局长） - 高文远（武警总部副司令员） - 方嘉德（全国总工会副主席） - 胡春华（共青团中央书记处书记） - 华福周（全国妇联书记处书记） | 2003年3月31日《国务院办公厅关于调整全国绿化委员会成员的通知》（国办发〔2003〕16号）调整后的组成人员是： 主任 - 回良玉（国务院副总理） 副主任 - 周生贤（国家林业局局长） - 汪洋（国务院副秘书长） - 周友良（总后勤部副部长） - 刘江（国家发展和改革委员会副主任） - 廖晓军（财政部副部长） - 仇保兴（建设部副部长） - 牛有成（北京市副市长） 委员 - 张保庆（教育部副部长） - 戴光前（人事部副部长） - 李元（国土资源部副部长） - 蔡庆华（铁道部副部长） - 翁孟勇（交通部副部长） - 陈雷（水利部副部长） - 齐景发（农业部副部长） - 赵维绥（文化部副部长） - 祝光耀（国家环境保护总局副局长） - 高宏峰（中国民用航空总局副局长） - 胡占凡（国家广播电影电视总局副局长） - 祝列克（国家林业局副局长） - 屈春利（中央直属机关事务管理局副局长） - 唐树杰（国务院机关事务管理局副局长） - 刘世民（武警部队副司令员） - 董力（全国总工会书记处书记） - 赵勇（共青团中央书记处书记） - 沈淑济（全国妇联副主席） |

| 2004年《全国绿化委员会关于调整有关成员的通知》调整后的组成人员是： 主任 - 回良玉（国务院副总理） 副主任 - 周生贤（国家林业局局长） - 张勇（国务院副秘书长） - 苏书岩（总后勤部副部长） - 刘江（国家发展和改革委员会副主任） - 廖晓军（财政部副部长） - 仇保兴（建设部副部长） - 牛有成（北京市副市长） 委员 - 黄文平（中央机构编制委员会办公室副主任） - 张保庆（教育部副部长） - 戴光前（人事部副部长） - 李元（国土资源部副部长） - 胡亚东（铁道部副部长） - 翁孟勇（交通部副部长） - 鄂竟平（水利部副部长） - 齐景发（农业部副部长） - 赵维绥（文化部副部长） - 祝光耀（国家环境保护总局副局长） - 高宏峰（中国民用航空总局副局长） - 胡占凡（国家广播电影电视总局副局长） - 祝列克（国家林业局副局长） - 屈春利（中央直属机关事务管理局副局长） - 唐树杰（国务院机关事务管理局副局长） - 刘世民（武警部队副司令员） - 徐德明（全国总工会副主席） - 尔肯江·吐拉洪（共青团中央书记处书记） - 沈淑济（全国妇联副主席） | 2006年2月23日《关于调整全国绿化委员会成员的通知》调整后的组成人员是： 主任 - 回良玉（国务院副总理） 副主任 - 贾治邦（国家林业局局长） - 张勇（国务院副秘书长） - 李买富（解放军总后勤部副部长） - 杜鹰（国家发展和改革委员会副主任） - 廖晓军（财政部副部长） - 仇保兴（建设部副部长） - 牛有成（北京市副市长） 委员 - 黄文平（中央机构编制委员会办公室副主任） - 袁贵仁（教育部副部长） - 何宪（人事部副部长） - 李元（国土资源部副部长） - 胡亚东（铁道部副部长） - 翁孟勇（交通部副部长） - 鄂竟平（水利部副部长） - 尹成杰（农业部副部长） - 赵维绥（文化部副部长） - 吴晓青（国家环境保护总局副局长） - 高宏峰（中国民用航空总局副局长） - 胡占凡（国家广播电影电视总局副局长） - 祝列克（国家林业局副局长） - 屈春利（中央直属机关事务管理局副局长） - 高翔（国务院机关事务管理局副局长） - 梁洪（武警部队副司令员） - 徐德明（全国总工会副主席） - 尔肯江·吐拉洪（共青团中央书记处书记） - 甄砚（全国妇联书记处书记） |

| 2008年6月5日《国务院办公厅关于调整全国绿化委员会组成人员的通知》（国办发〔2008〕43号）调整后的组成人员是： 主任 - 回良玉（国务院副总理） 副主任 - 贾治邦（林业局局长） - 张勇（国务院副秘书长） - 李买富（总后勤部副部长） - 杜鹰（发展改革委副主任） - 丁学东（财政部副部长） - 仇保兴（住房城乡建设部副部长） - 赵凤桐（北京市副市长） 委员 - 黄文平（中央编办副主任） - 袁贵仁（教育部副部长） - 何宪（人力资源社会保障部副部长） - 王世元（国土资源部副部长） - 吴晓青（环境保护部副部长） - 翁孟勇（交通运输部副部长） - 胡亚东（铁道部副部长） - 鄂竟平（水利部副部长） - 高鸿宾（农业部副部长） - 赵维绥（文化部副部长） - 雷元亮（广电总局副局长） - 李育才（林业局副局长） - 代汉生（中直管理局副局长） - 高翔（国管局副局长） - 何映华（武警部队副司令员） - 徐德明（全国总工会副主席） - 王晓（共青团中央书记处书记） - 甄砚（全国妇联书记处书记） | 2013年7月25日《国务院办公厅关于调整全国绿化委员会组成人员的通知》（国办发〔2013〕82号）调整后的组成人员是： 主任 - 汪洋（国务院副总理） 副主任 - 赵树丛（林业局局长） - 毕井泉（国务院副秘书长） - 刘铮（总后勤部副部长） - 杜鹰（发展改革委副主任） - 胡静林（财政部部长助理） - 仇保兴（住房城乡建设部副部长） - 林克庆（北京市副市长） 委员 - 王峰（中央编办副主任） - 鲁昕（教育部副部长） - 何宪（人力资源社会保障部副部长） - 张少农（国土资源部副部长） - 李干杰（环境保护部副部长） - 翁孟勇（交通运输部副部长） - 刘宁（水利部副部长） - 于康震（农业部副部长） - 杨志今（文化部副部长） - 童刚（新闻出版广电总局副局长） - 张永利（林业局副局长） - 张放鸣（中直管理局副局长） - 高翔（国管局副局长） - 戴肃军（武警部队副司令员） - 张世平（全国总工会副主席、书记处书记） - 汪鸿雁（共青团中央书记处书记） - 崔郁（全国妇联书记处书记） - 胡亚东（中国铁路总公司副总经理） |

| 2017年3月24日《全国绿化委员会关于调整组成人员的通知》（全绿字〔2017〕4号）调整后的组成人员是： 主任 - 汪洋（国务院副总理） 副主任 - 张建龙（林业局局长） - 江泽林（国务院副秘书长） - 钱毅平（中央军委后勤保障部副部长） - 张勇（发展改革委副主任） - 胡静林（财政部副部长） - 倪虹（住房城乡建设部副部长） - 林克庆（北京市委常委） - 赵树丛（林业局原局长） 委员 - 魏小东（中央编办副主任） - 李晓红（教育部副部长） - 徐南平（科技部副部长） - 傅兴国（人力资源社会保障部副部长、国家公务员局局长） - 赵龙（国土资源部副部长） - 黄润秋（环境保护部副部长） - 李建波（交通运输部党组成员） - 刘宁（水利部副部长） - 于康震（农业部副部长） - 杨志今（文化部党组副书记、副部长） - 刘国强（人民银行行长助理） - 童刚（新闻出版广电总局副局长） - 许宪春（统计局副局长） - 张永利（林业局副局长） - 张宇航（中直管理局副局长） - 陈建明（国管局副局长） - 于新文（气象局副局长） - 王兵（武警部队副司令员） - 李守镇（全国总工会党组成员、经费审查委员会主任） - 徐晓（共青团中央书记处书记） - 杨柳（全国妇联书记处书记） - 李文新（中国铁路总公司副总经理） | 2018年7月11日《国务院办公厅关于调整全国绿化委员会组成人员的通知》（国办发〔2018〕58号）调整后的组成人员是： 主任 - 韩正（国务院副总理） 副主任 - 丁学东（国务院副秘书长） - 张建龙（自然资源部党组成员、林草局局长） - 钱毅平（中央军委后勤保障部副部长） - 张勇（发展改革委副主任） - 程丽华（财政部副部长） - 倪虹（住房城乡建设部副部长） - 卢彦（北京市副市长） 委员 - 孙尧（教育部副部长） - 徐南平（科技部副部长） - 刘炤（司法部副部长） - 汤涛（人力资源社会保障部副部长） - 黄润秋（生态环境部副部长） - 李建波（交通运输部党组成员） - 陆桂华（水利部副部长） - 于康震（农业农村部副部长） - 魏洪涛（文化和旅游部党组成员） - 刘国强（人民银行行长助理） - 徐福顺（国资委副主任） - 范卫平（广电总局副局长） - 毛有丰（统计局副局长） - 王正军（中直管理局副局长） - 陈建明（国管局副局长） - 余勇（气象局副局长） - 刘东生（林草局副局长） - 尹德明（全国总工会副主席、书记处书记） - 徐晓（共青团中央书记处书记） - 杨柳（全国妇联书记处书记） - 李文新（中国铁路总公司副总经理） |

## 办事机构
国家林业和草原局生态保护修复司（简称林草局生态司），与全国绿化委员会办公室（简称全绿委办）合署办公，是国家林业和草原局内设机构。

### 沿革
全国绿化委员会的办事机构是全国绿化委员会办公室（简称“全绿委办”），2018年机构改革前设在国家林业局，与国家林业局造林绿化管理司合一设置。全国绿化委员会办公室的基本职能是“对全国适龄公民、各部门、各行业开展义务植树和城乡造林绿化进行宣传发动、组织协调、督促检查和评比表彰。”全国绿化委员会办公室下设6个组：综合组、城市组、农村组、种草组、部队组、治沙组，全国各省、自治区、直辖市和有关部门也成立了相应的绿化领导机构，设立专门办公室，负责统一领导本地区、部门的义务植树运动和整个造林绿化工作，对社会各行各业进行组织、协调、督促、检查。
2018年《国务院办公厅关于调整全国绿化委员会组成人员的通知》规定，全国绿化委员会办公室改设在国家林草局。
全国绿化委员会办公室的主要职责是：
1. 负责组织起草全民义务植树、全国城乡造林绿化等有关国土绿化和生态建设方面的方针、政策、法规、规章、制度。
2. 组织贯彻执行全国人大《关于开展全民义务植树运动的决议》、国务院《关于开展全民义务植树运动的实施办法》以及党中央、国务院制订的有关造林绿化的一系列路线、方针、政策和全国绿化委员会的工作部署。
3. 承担每年全国绿化委员会组织召开的全国绿化委员会全体（扩大）会议或全国造林绿化表彰动员大会、全国造林绿化电视电话会议的筹备工作。检查监督会议精神的贯彻落实。
4. 督促指导各地、各有关部门（系统）制订义务植树、绿色通道和城乡绿化一体化建设、古树名木保护计划与规划，以及其他跨地区、跨部门的重点绿化工程规划，并监督实施。
5. 协调指导和组织检查各地、各部门（系统）开展全民义务植树、部门绿化、林业生态建设、城市绿化、公路（铁路、河渠）绿化、草原草场建设等绿化工作。
6. 检查监督各地、各部门、各单位范围内林木、林地、绿地、草地等保护情况。
7. 协调有关部门，组织落实好中央领导义务植树活动、共和国部长义务植树活动等重大植树活动。
8. 组织社会各界开展植纪念树造纪念林活动以及举办中国绿化博览会等生态文明建设活动。
9. 统一领导和组织开展全国各地古树名木的普查建档、挂牌围栏、复壮养护和制订法规等古树名木保护与管理工作。
10. 协调组织宣传、教育等部门，通过影视、网络、报刊、杂志、图书、画册、板报、标语等形式，开展全民义务植树和全国城乡造林绿化的宣传教育工作。
11. 定期开展“ 全国绿化先进单位、全国绿化劳动模范和先进工作者”（每五年一次）、“全国绿化模范城市、县、单位”（每两年一次）以及“ 全国绿化奖章获得者”（每年一次）的评比表彰活动。
12. 深入基层调查研究，树立样板，推广典型经验。
13. 统计汇总和发布各地、各部门（系统）造林绿化数据、信息、动态
14. 每年定期向全国绿化委员会报告全国绿化委员会办公室工作以及全民义务植树和全国城乡造林绿化进展情况。
15. 完成全国绿化委员会领导交办的其他任务[32]。

### 机构设置
根据有关规定，林草局生态司（全绿委办）设置下列机构：
- 综合管理处
- 生态保护修复管理处
- 生态修复工程管理处
- 林业有害生物防治和检疫管理处
- 应对气候变化管理处
- 林业生物质能源管理处
- 义务植树和部门绿化管理处
- 古树名木和竹藤花卉管理处
- 森林城市建设管理处

### 历任领导
全国绿化委员会办公室（1988年以前为中央绿化委员会办公室）历任主任、副主任、秘书长、副秘书长是：

| 主任 - 杨钟（1983年5月7日－1987年，林业部部长，兼任） - 高德占（1987年8月18日－1993年，林业部部长，兼任） - 徐有芳（1993年－1998年，林业部部长，兼任） - 王志宝（1998年－2000年，国家林业局局长，兼任） - 周生贤（2000年11月－2005年11月，国家林业局局长，兼任） - 贾治邦（2005年11月－2012年3月，国家林业局局长，兼任） - 赵树丛（2012年3月－2015年7月，国家林业局局长，兼任） - 张建龙（2015年7月－2018年，国家林业局局长，兼任；2018年－？，自然资源部党组成员、林草局局长，兼任） 副主任 - 马玉槐（1983年5月7日－？，兼任） - 范子瑜（1983年5月7日－？，兼任） - 廉仲（1983年5月7日－？，兼任） - 汪滨（1983年5月19日－1990年12月，专职） …… - 祝光耀（1993年－1998年，林业部副部长、党组成员） - 祝列克（？－？，国家林业局副局长） - 李育材（？－？，国家林业局党组副书记、副局长） - 胡章翠（2017年12月－？，专职） …… - 张炜（2024年8月－，专职） | 秘书长 - 王祝雄（？－2018年，国家林业局造林绿化管理司司长） 常务副秘书长 - 曹清尧（2009年5月－2010年9月） - 赵良平（？－2018年，国家林业局造林绿化管理司副司长） 副秘书长 - 向可文（2010年10月－？） |